# 1692 az irodalomban
Az 1692. év az irodalomban.

## Halálozások
- május 6. – Nathaniel Lee angol drámaíró (* 1653 körül)